# Негра (точка)
62°24′34″ пд. ш. 59°37′34″ зх. д. / 62.4094° пд. ш. 59.6261° зх. д.

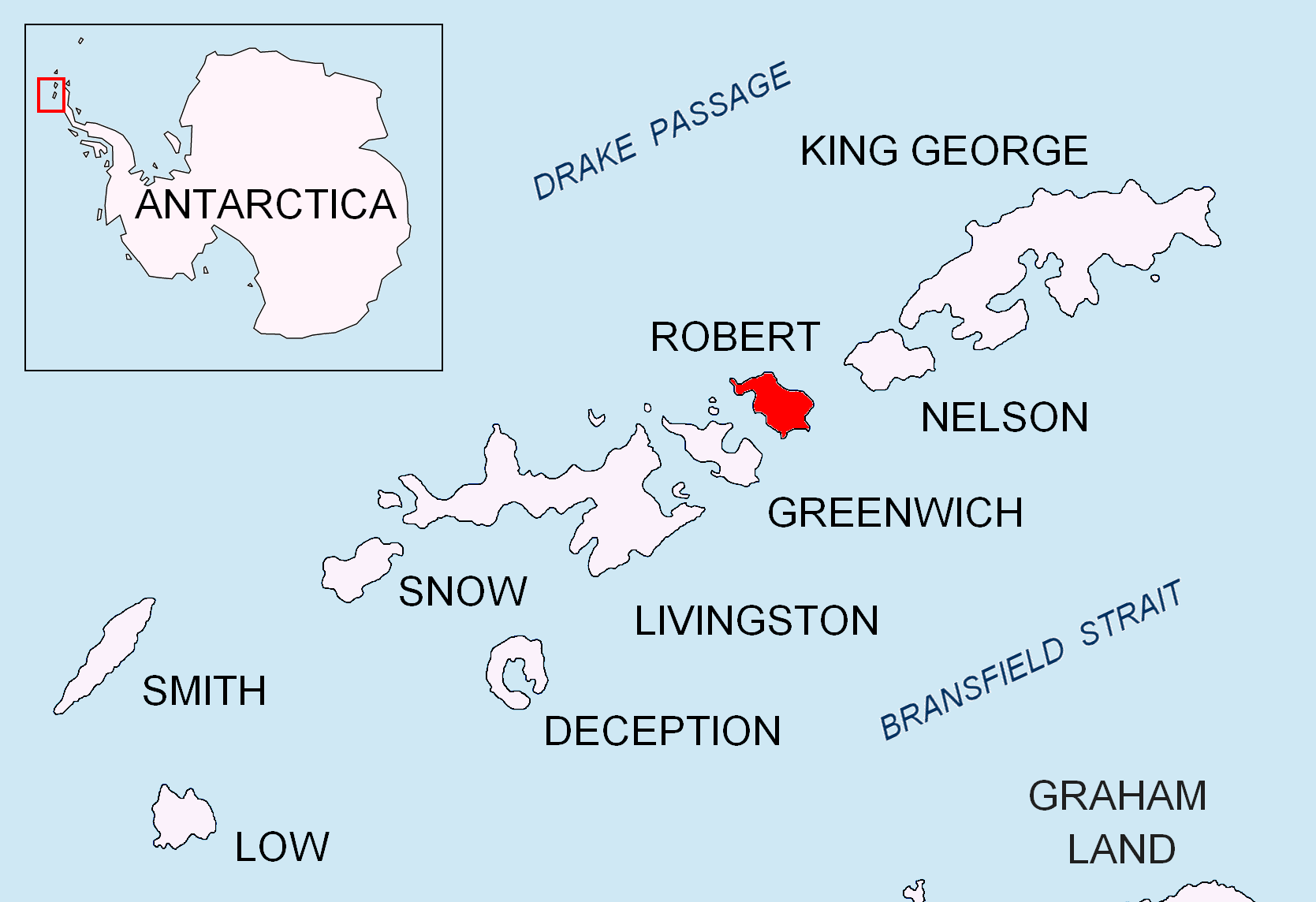
Розташування острова Роберт на Південних Шетландських островах.

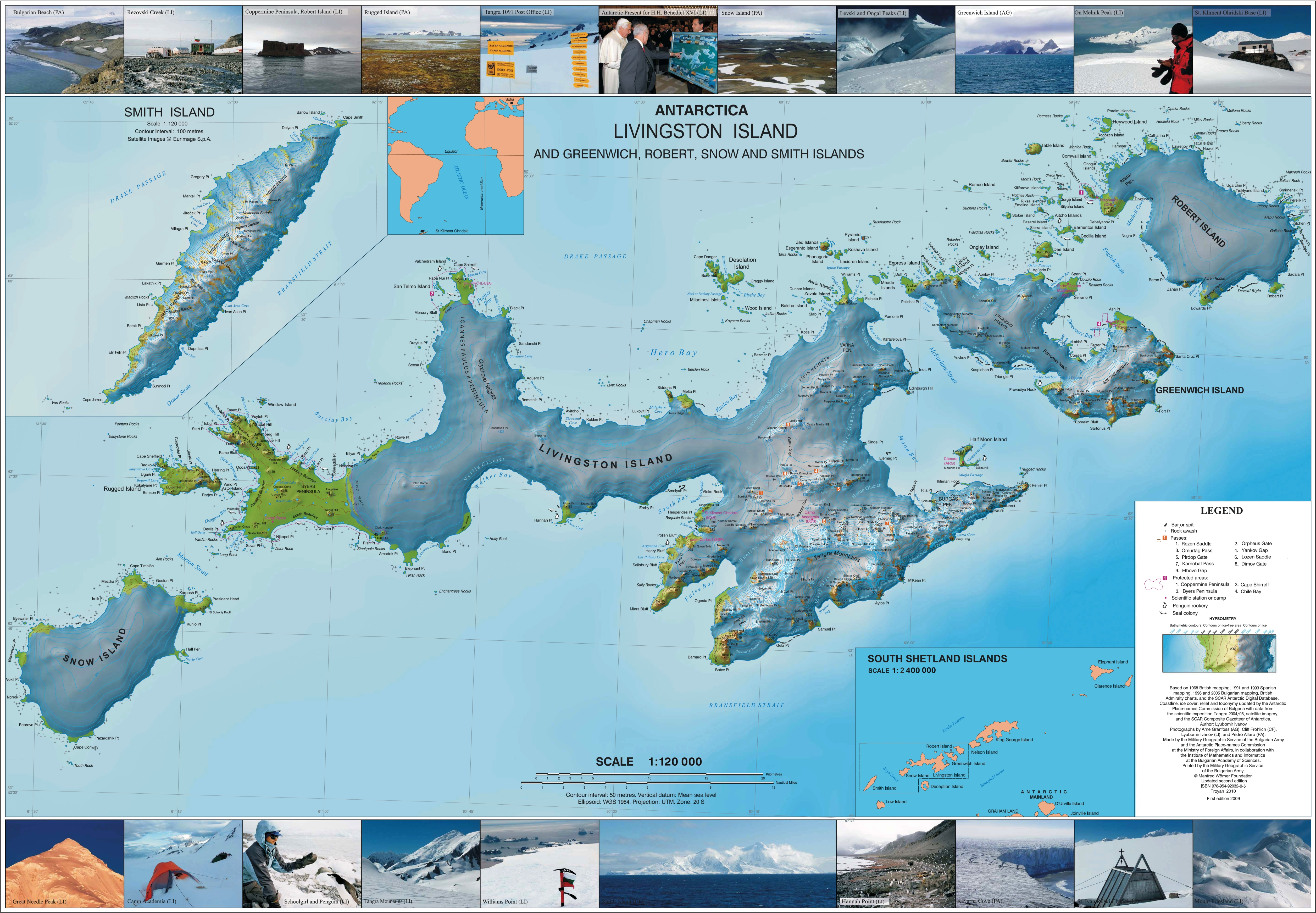
Топографічна карта островів Лівінгстон, Гринвіч, Роберт, Сноу та Сміт.

Точка Негра - незамерзаюча верхівка на південно-західному узбережжі острова Роберт на Південних Шетландських островах, Антарктида, що утворює південно-східну сторону входу в бухту Мітчелл. Район відвідували герметики початку 19 століття.
Ця точка була названа однією з чилійських антарктичних експедицій.

## Розташування
Точка знаходиться за координатами 62°24′34″ пд. ш. 59°37′34″ зх. д. / 62.40944° пд. ш. 59.62611° зх. д. що є 6,43 км на північний схід від точки Спарк, острів Гринвіч, 2.8 км на південний схід від пункту Дебелянов, 4.5 км на північний захід від точки Берон і 8,84 км на північний захід від точки Едвардс (чилійське картографування у 1975 р., британське у 1968 р. та болгарське у 2005 та 2009 рр.).

## Дивитися також
- Острів Роберт
- Південні Шетландські острови

## Мапи
- Л. Л. Іванов та ін. Антарктида: острів Лівінгстон та острів Гринвіч, Південні Шетландські острови . Масштаб 1: 100000 топографічної карти. Софія: Антарктична комісія з географічних назв Болгарії, 2005.
- Л. Л. Іванов. Антарктида: острови Лівінгстон та Гринвіч, Роберт, Сноу та Сміт [Архівовано 24 квітня 2008 у Wayback Machine.] . Масштаб 1: 120000 топографічної карти. Троян: Фонд Манфреда Вернера, 2009.ISBN 978-954-92032-6-4